# تزاکانوپولی
تزاکانوپولی (به ایتالیایی: Zaccanopoli) یک کومونه در ایتالیا است که در استان ویبو والنتیا واقع شده‌است. تزاکانوپولی ۶٫۶ کیلومتر مربع مساحت و ۸۵۹ نفر جمعیت دارد.